# Nienadówka
Nienadówka – wieś w Polsce położona w województwie podkarpackim, w powiecie rzeszowskim, w gminie Sokołów Małopolski.
W latach 1954–1972 wieś należała i była siedzibą władz gromady Nienadówka. W latach 1975–1998 miejscowość administracyjnie należała do województwa rzeszowskiego.
| SIMC    | Nazwa            | Rodzaj     |
| ------- | ---------------- | ---------- |
| 0661486 | Nienadówka Dolna | część      |
| 0661492 | Nienadówka Górna | część      |
| 0661500 | Podlas           | część      |
| 0661517 | Podmłynie        | część      |
| 0661523 | Poręby           | przysiółek |

## Historia miejscowości
- 1561 – miejscowi bartnicy wybudowali w pobliżu drogi z Rzeszowa do Sandomierza kościół z drzewa modrzewiowego "z wieżą spiczastą, odwróconą ku zachodowi".
- 14 kwietnia 1595 – arcybiskup Lwowski Jan Dymitr Solikowski dokonał konsekracji kościoła nienadowskiego.
- 1601 – wyposażenie nienadowskiej parafii przez Krzysztowa Kostkę i jego żonę Annę z Pilczy. Akt erekcyjny wydany w Łące.
- 1603 – nową parafię przybył pierwszy proboszcz nienadowski ks. Stanisław Woszczyński.
- 1608 – napady i grabieże najemników "diabła łańcuckiego" Stanisława Stadnickiego.
- 1638 – wizytacja biskupia parafii w Nienadówce. Ogólna liczba parafian – 843 (Nienadówka – 600, Krzywe – 63, część Trzebosi – 40, część Trzebuski – 70, część Medyni – 70).
- 1655/56 – najazd tatarski. Spustoszenie Nienadówki.
- 1748 – książę Franciszek Lubomirski sprzedał dominium sokołowskie (w tym i Nienadówkę) Franciszkowi Grabińskiemu za 625 tys. florenów.
- 1766 – dobra sokołowskie odziedziczył po zmarłym bezpotomnie stryju Benedykt Grabiński.
- maj 1848 – zniesienie pańszczyzny. Manifest cesarza Franciszka Józefa I odczytał z ambony ks. Józef Padwiński.
- 1863 – powstanie styczniowe. Z Nienadówki udział w nim wziął flisak nazwiskiem Kus.
- 1880 – według spisu na dzień 31 grudnia tego roku Nienadówka liczyła 1451 mieszkańców.
- 1884 – założenie kółka rolniczego w Nienadówce. Przewodniczący – ks. Antoni Momidłowski.
- październik 1890 – wielki pożar w Nienadówce.
- 24 VII 1895 – położenie kamienia węgielnego pod budowę nowego kościoła.
- 1897/98 – zjawiska mediumistyczne u Chorzępów. Głośne relacje w prasie krajowej i zagranicznej.
- 8 II 1901 – zmarł Antoni Momidłowski, proboszcz nienadowski, duszpasterz i społecznik. Zasłynął szeroko jako ogrodnik i lekarz-amator[6].
- 2 VII 1902 – konsekracja nowo wybudowanego Kościoła przez sufragana przemyskiego ks. bp Karola Fiszera.
- 1906 – ostatni właściciel dóbr sokołowskich hrabia Władysław J. Zamoyski sprzedał je spółce Wiener i Bloch. Nabywcy rozparcelowali wszystkie folwarki. Grunty dworskie wraz z zabudowaniami wykupili miejscowi gospodarze.
- 1912 – założono w Nienadówce straż pożarną.
- 1915 – I wojna światowa. Potyczka wojsk rosyjskich z Austriakami na polach plebańskich obok szosy.
- 1920 – wojna polsko-bolszewicka. Udział wzięło ok. 10 mieszkańców Nienadówki. Wielu z nich odznaczało się w bitewnych zmaganiach na przedpolach warszawskich, pod Radzyminem i Ossowem.
- 1924 – założono spółdzielnię mleczarską.
- 26 VII 1926 – powstał w Nienadówce dom Sióstr Służebniczek NMP ze Starej Wsi.
- 1933 – marsz chłopów na Kolbuszową. Udział wzięli gospodarze nienadowscy.
- 22 III 1935 – probostwo w Nienadówce objął ks. Michał Bednarski.
- 10 IX 1939 – w niedzielę, około godz. 11 przed południem do Nienadówki wjechał pierwszy żołnierz niemiecki. Początek okupacji hitlerowskiej.
- grudzień 1941 – epidemia tyfusu plamistego. Przerwano naukę w szkole. Odprawianie nabożeństw w kościele zostało z rozkazu władz niemieckich zawieszone na okres od 22 grudnia 1941 do 4 kwietnia 1942 r.
- 5 XII 1942 – nocą Niemcy otoczyli w stodole Sebastiana Drapały na Porębach 7 uzbrojonych osób. Wszystkich zastrzelono.
- 21 VI 1943 – pacyfikacja Nienadówki. Niemcy zastrzelili 8 osób, 14 wywieźli do obozu koncentracyjnego w Pustkowie.
- 1943 – zorganizowano komplety tajnego nauczania. Przygotowujące do egzaminów z siódmej klasy oraz gimnazjalne. Jednym z wykładowców był J. B. Ożóg.
- 2 VII 1944 – gestapo aresztowało Jana Nowińskiego, studenta Politechniki Lwowskiej, żołnierza AK, wykładowcę kursów tajnego nauczania.
- 26 VII 1944 – do Nienadówki przybyły wojska sowieckie. Koniec okupacji.
- 23 XI 1944 – przybył ks. Edward Stępek na swoją pierwszą placówkę duszpasterską.
- 26 V 1945 – z obozu śmierci Auschwitz-Birkenau wrócił do Nienadówki Michał Cisek wywieziony tam 4 czerwca 1942 r.
- 17 VII 1947 – ks. Stępek poświęcił lokal Spółdzielni "Zjednoczenie".
- styczeń 1951 – proces nienadowskich członków AK przed sądem wojskowym w Rzeszowie. Najwyższy wyrok 15 lat pozbawienia wolności.
- 17 VI 1952 – rezygnacja ks. Bednarskiego z probostwa w Nienadówce. Następcą został ks. Stępek
- 1953 – remont kościoła parafialnego. Zmiana pokrycia dachowego (blacha).
- 21 V 1954 – otwarcie agencji pocztowej w Nienadówce.
- 1957 – elektryfikacja Nienadówki. Oświetlono i zradiofonizowano kościół.
- 1958 – malowanie kościoła. Polichromię wykonał prof. ASP z Krakowa, Wacław Taranczewski.
- 1 XII 1959 – inauguracja zajęć w nowo wybudowanej siedmioklasowej szkole nr 2 w Nienadówce Górnej.
- 1 X 1962 – otwarcie Spółdzielni Zdrowia u Władysława Wosia.
- 1962-1977 – istniała w Nienadówce zasadnicza szkoła zawodowa o profilu rolniczym.
- 1966 – oddanie do użytku budynku Wiejskiego Ośrodka Zdrowia w Nienadówce.
- 1968 – założenie klubu sportowego Plantator Nienadówka.
- 18 I 1971 – inauguracja zajęć w nowej ośmioklasowej Szkole Podstawowej nr 1 w Nienadówce Dolnej.
- 23 XI 1972 – zmarł ks. M. Bednarski
- 1977 – instalacja w kościele nienadowskim monumentalnych "Drzwi", odlanych w brązie, autorstwa prof. Bronisława Chromego z ASP w Krakowie.
- 1989 – oddano do użytku obiekt Domu Parafialnego. Poświęcenia dokonał ks. bp Edward Białogłowski.
- 1994 – zakończenie inwestycji gazyfikacyjnej w Nienadówce. Wykonano i włączono do eksploatacji sieć wodociągową w Nienadówce Dolnej, trwają prace przy wodociągu w Górnej.
- maj 1995 – obchody 400-lecia wsi Nienadówka.

## Szkoły
- Zespół Szkół nr 1 im. H.Sienkiewicza w Nienadówce - strona szkoły
- Zespół Szkół nr 2 im Marii Konopnickiej w Nienadówce - strona szkoły

## Kościoły i Związki Wyznaniowe
- parafia rzymskokatolicka św. Bartłomieja Apostoła, należąca do dekanatu Sokołów Małopolski, diecezji rzeszowskiej.
- Świecki Ruch Misyjny „Epifania” – zbór w Nienadówce.